# Ariane Rädler
Ariane Rädler (* 20. Jänner 1995 in Bregenz, Vorarlberg) ist eine österreichische Skirennläuferin. Sie gehört aktuell dem A-Kader des Österreichischen Skiverbandes an und ist auf die schnellen Disziplinen Abfahrt und Super-G spezialisiert.

## Biografie
Ariane Rädler stammt aus Möggers im nördlichen Vorarlberg und startet für ihren Heimatverein. Sie begann im Alter von zweieinhalb Jahren mit dem Skifahren. Nach dem Besuch der Skihauptschule Schruns-Tschagguns wechselte sie an die Skihandelsschule Stams und feierte Erfolge in Schülerrennen.
Im Alter von 15 Jahren bestritt sie ihre ersten FIS-Rennen und nahm wenig später am Europäischen Olympischen Jugend-Winterfestival 2011 in Liberec teil. Eine Medaille blieb ihr mit den Rängen 19 und 21 in Slalom und Riesenslalom verwehrt. Einen Tag vor ihrem 18. Geburtstag gab sie im Slalom von Schruns ihr Europacup-Debüt. Nach Aufnahme in den B-Kader des ÖSV zog sie sich eine Knöchelverletzung zu und erlitt im Sommertraining 2015 einen Kreuzbandriss im linken Knie. Nur vier Monate nach dem Comeback kam sie bei einem Rennen in Liechtenstein zu Sturz und zog sich dieselbe Verletzung ein zweites Mal zu.
Der internationale Durchbruch gelang Rädler im Winter 2017/18, ihrer ersten vollen Saison seit drei Jahren. Nachdem sie zunächst in den Europacup-Rennen in Innerkrems und Zauchensee ihre ersten Top-10-Ergebnisse gefeiert hatte, gab sie Anfang Februar 2018 in der Abfahrt von Garmisch-Partenkirchen ihr Weltcup-Debüt. Am 26. Februar gewann sie in Crans-Montana ihre erste Europacup-Abfahrt und legte zwei Tage später mit einem weiteren Sieg am selben Ort nach. Neben ihrem ersten Super-G gewann sie auch die letzte Abfahrt der Saison in Soldeu und sicherte sich damit den ersten Platz in der Disziplinenwertung. Bei den Österreichischen Meisterschaften gewann sie zudem die Bronzemedaille in der Abfahrt.
Ende April 2018 erlitt Rädler im Training bereits zum dritten Mal in ihrer Karriere einen Kreuzbandriss. Nach dem Comeback gewann sie im Jänner 2019 mit Rang 28 in der zweiten Abfahrt von Cortina d’Ampezzo ihre ersten Weltcuppunkte. Eine Woche später erzielte sie mit dem zwölften Platz in Garmisch ihre ersten Punkte im Super-G. Im Dezember 2019 zog sich die damals 24-Jährige beim Training für die Abfahrt in Lake Louise erneut Knieverletzungen zu. Im Jänner 2021 fuhr sie als Siebente im Super-G von St. Anton erstmals unter die besten zehn eines Weltcup-Rennens. Am 16. Jänner 2022 erzielte Rädler im Super-G von Zauchensee hinter der Italienerin Federica Brignone und der Schweizerin Corinne Suter den dritten Platz, gleichbedeutend mit dem ersten Podestplatz in einem Weltcuprennen.
Aufgrund dieses Ergebnisses wurde Rädler für die Olympischen Winterspiele in Peking nominiert, wo sie mit Rang 20 im Super-G jedoch nicht an diese Leistungen anknüpfen konnte.
Im Januar 2023 stürzte Rädler beim Training in Südtirol und zog sich dabei einen Haarriss im Wadenbein zu, wodurch sie unter anderem die Weltmeisterschaften in Courchevel bzw. Méribel verpasste.
In der Saison 2023/24 konnte sich Rädler sowohl in der Abfahrt als auch im Super-G in der erweiterten Weltspitze etablieren. An diese Leistungen konnte sie auch zu Beginn der darauffolgenden Saison anschließen. Beim ersten Super-G des Winters in Beaver Creek erreichte sie nach fast 2 Jahren wieder eine Podestplatzierung im Weltcup.

## Erfolge

### Olympische Spiele
- Peking 2022: 20. Super-G

### Weltmeisterschaften
- Cortina d’Ampezzo 2021: 16. Super-G, DNF Alpine Kombination
- Saalbach-Hinterglemm 2025: 17. Abfahrt, 21. Super-G

### Weltcup
- 13 Platzierungen unter den besten zehn, davon 2 Podestplätze

### Weltcupwertungen
| Saison  | Gesamt | Gesamt | Abfahrt | Abfahrt | Super-G | Super-G | Kombination | Kombination |
| Saison  | Platz  | Punkte | Platz   | Punkte  | Platz   | Punkte  | Platz       | Punkte      |
| ------- | ------ | ------ | ------- | ------- | ------- | ------- | ----------- | ----------- |
| 2018/19 | 77.    | 54     | 42.     | 13      | 33.     | 29      | 19.         | 12          |
| 2020/21 | 55.    | 95     | 31.     | 33      | 20.     | 62      | –           | –           |
| 2021/22 | 32.    | 277    | 23.     | 114     | 17.     | 163     | –           | –           |
| 2022/23 | 72.    | 65     | 30.     | 44      | 42.     | 21      | –           | –           |
| 2023/24 | 28.    | 362    | 11.     | 211     | 15.     | 151     | –           | –           |

### Europacup
- Saison 2017/18: 5. Gesamtwertung, 1. Abfahrtswertung, 4. Super-G-Wertung
- Saison 2018/19: 8. Abfahrtswertung, 8. Super-G-Wertung
- 6 Podestplätze, davon 4 Siege:

| Datum            | Ort           | Land    | Disziplin |
| ---------------- | ------------- | ------- | --------- |
| 26. Februar 2018 | Crans-Montana | Schweiz | Abfahrt   |
| 28. Februar 2018 | Crans-Montana | Schweiz | Abfahrt   |
| 13. März 2018    | Soldeu        | Andorra | Abfahrt   |
| 14. März 2018    | Soldeu        | Andorra | Super-G   |

### Weitere Erfolge
- Österreichische Meisterin im Super-G 2019
- Dritte der Österreichischen Meisterschaften in der Abfahrt 2018
- 3 österreichische Jugendmeistertitel (Super-G 2012 und 2017, Riesenslalom 2012)
- 4 Siege in FIS-Rennen